# Чудзјавр
Чудзјавр (рус. Чудзьявр) слатководно је језеро ледничког порекла смештено у централном делу Мурманске области, на крајњем северозападу европског дела Руске Федерације. Језеро се налази у западном делу Кољског полуострва, а административно припада Ловозерском рејону. Преко своје једине отоке, реке Чудзјок, повезано је са реком Вороњом и са басеном Баренцовог мора.
Језеро се храни углавном од падавина, како од кишнице тако и топљењем снега. Карактеришу га јако разуђене обале.
Површина језерске акваторије је 57,8 км², а површина његовог басена је око 866 км². Површна језера се налази на андморској висини од 192 метра.